# Villa Carl Bär
Die Villa Carl Bär liegt in der Heinrich-Zille-Straße 51 im Stadtteil Kötzschenbroda der sächsischen Stadt Radebeul. Sie wurde 1881/1882 nach eigenem Entwurf durch den Baumeister Adolf Neumann errichtet.

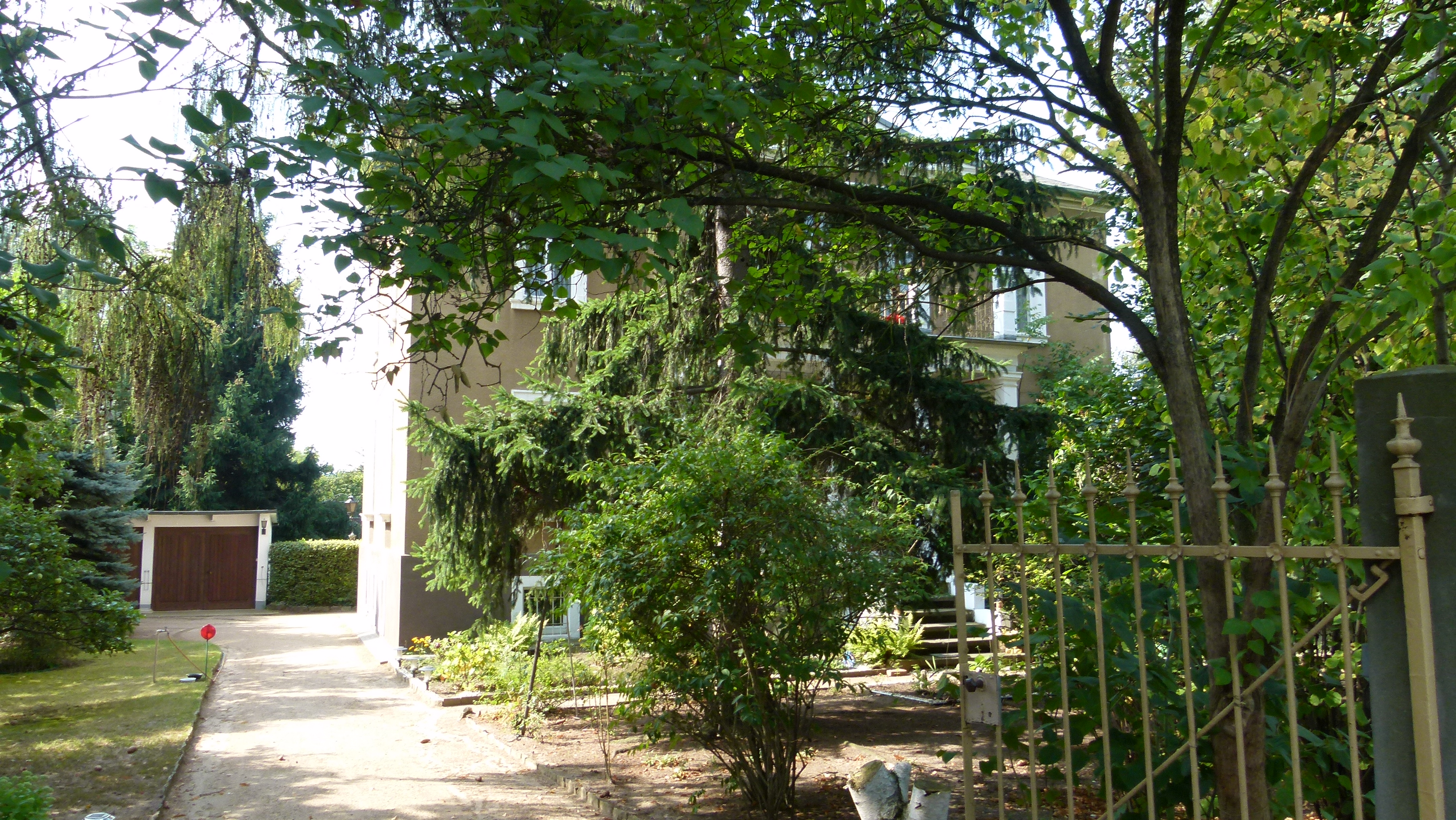
Villa Carl Bär

Villa Carl Bär, Bauzeichnung von Neumann um 1881

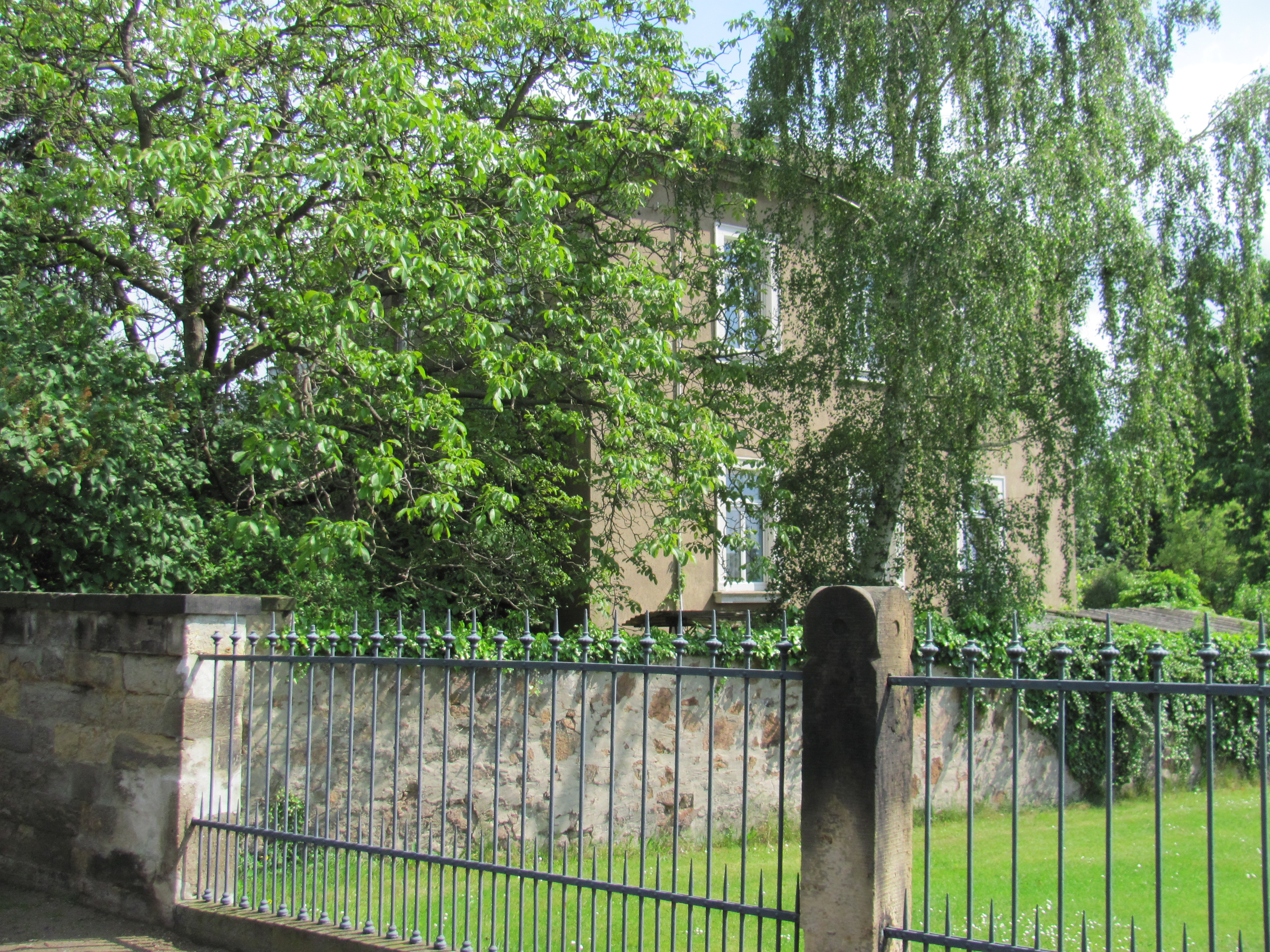
Villa Carl Bär, westliche Seitenansicht

## Beschreibung
Die mit der Einfriedung unter Denkmalschutz stehende Villa hat einen Gebäudesockel, Hochparterre und Obergeschoss sowie ein flaches, nicht ausgebautes Walmdach, das schiefergedeckt ist. Die verputzten Fassaden sind inzwischen stark reduziert, die ehemalige Gesimsgliederung und auch die Eckquaderungen sind verschwunden. Die Fenster werden jedoch weiterhin von profilierten Sandsteingewänden eingefasst.
In der fünfachsigen Straßenansicht steht ein dreiachsiger Mittelrisalit mit einem Dreiecksgiebel und Rundbogenfenstern im Obergeschoss. Dem Risalit ist ein pfeilergestützter, eingeschossiger Altan vorbebaut. Ein Eingangsvorbau mit Freitreppe befindet sich auf der Gebäuderückseite.
Die Einfriedung ist ein Lanzettzaun mit Sandsteinpfeilern.

## Geschichte
Der Bauherr Carl Gottfried Bär, ein Rentier, ließ vom Baumeister Adolf Neumann nach dessen eigenen Entwürfen ein Wohnhaus errichten. Die beiden Bauanträge wurden im Dezember 1881 gestellt, die Baugenehmigung erfolgte im folgenden Februar. Die Baurevision wurde im September 1882 durchgeführt.
Bär ließ sich 1888 ebenfalls von Architekt Neumann ein weiteres Wohnhaus (Am Bornberge 10) errichten; 1896/97 folgte die Villa Obere Bergstraße 56.